# Terminal Rodoviário de Itabaiana
O Terminal Rodoviário Interestadual de Itabaiana é um terminal rodoviário localizado na cidade de Itabaiana, Sergipe, no Brasil. 

## Características
O terminal está situado na Avenida Doutor Luiz Magalhães, no bairro Serrano, e faz o atendimento das linhas de ônibus estaduais e interestaduais. O acesso dos ônibus se dá por uma viela alternativa.
Além das 4 plataformas onde embarcam os passageiros, a rodoviária possui em sua estrutura guichê para compra de passagens, lanchonetes e sanitário. É operado pelas empresas Rota Transportes, Progresso, Viação Cidade Sol e Gontijo. A rodoviária possui horário direto para a capital de Sergipe e da Bahia.

## Terminal Rodoviário Intermunicipal
Em Itabaiana há ainda o Terminal Intermunicipal, responsável pelo transporte intermunicipal e microrregional da cidade. Em 9 de março de 2018 passou por uma reforma que a deixou renovada.